# جيمي روبرتسون (لاعب سنوكر)
جيمي روبرتسون (بالإنجليزية: Jimmy Robertson)‏ هو لاعب سنوكر بريطاني، ولد في 3 مايو 1986 في Bexhill-on-Sea ‏ في المملكة المتحدة.

## روابط خارجية
- جيمي روبرتسون على موقع CueTracker.net (الإنجليزية)
- جيمي روبرتسون على موقع بطولة العالم للسنوكر (الإنجليزية)